# Victor Dejeante
Victor Dejeante est un homme politique français né le 28 décembre 1850 à Charonne et décédé le 7 décembre 1927 à Paris.

## Biographie
Né dans la commune de Charonne,, ouvrier chapelier, il est militant socialiste et syndicaliste. Il représente la chambre syndicale de la corporation des chapeliers à l'exposition universelle d'Amsterdam et est membre du comité de la Bourse du Travail.
Il fonde en 1880 la fédération générale des ouvriers chapeliers de France, qu'il dirige durant 14 ans. Membre du Parti ouvrier socialiste révolutionnaire (POSR), puis du Parti socialiste unifié après 1905, il est élu député de la Seine dans la 1re circonscription du XXe arrondissement à l'élection législative du 20 août 1893 au second tour face à l'ancien député socialiste Zéphirin Camélinat. Il est député de 1893 à 1919, dans le 20e arrondissement de Paris (circonscription de Belleville-Saint-Fargeau), siégeant sur les bancs socialistes unifiés. Battu en 1919, il est élu dans la Seine, en 1924, siégeant dans les rangs des républicains socialistes. Il est connu pour la violence et l’excentricité de son comportement et s'est notamment fait remarquer au sujet des interpellations de M. Vaillant surla répression des manifestations au Cimetière du Père-Lachaise du 5 juillet 1894.

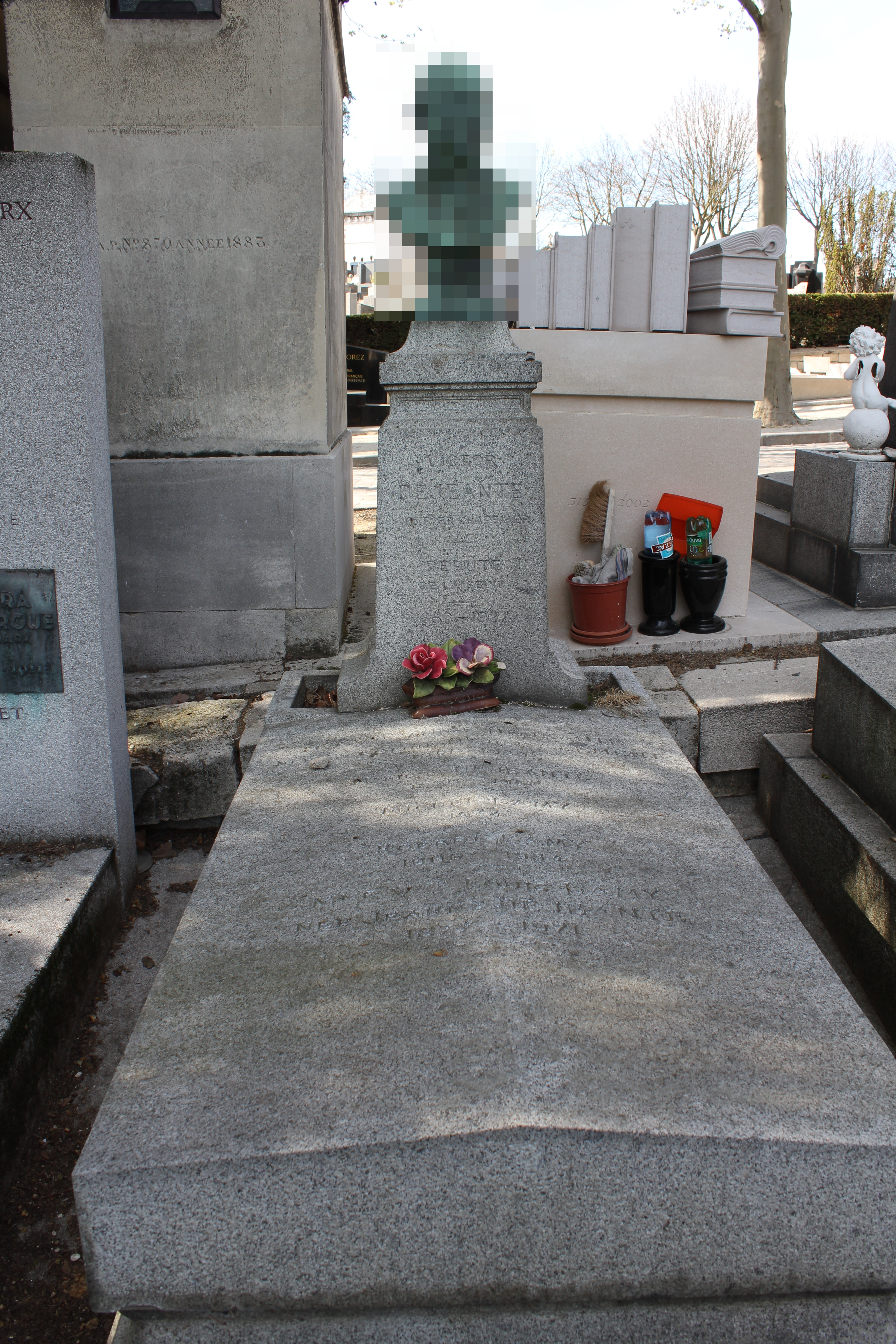
Tombe au cimetière du Père-Lachaise.

## Sources
1. ↑  Archives en ligne de Paris, fichers de l'état civil reconstitué, coté V3E/N 649, vue 43/101
2. 1 2 3 4  « Dejeante (Victor-Léon) », dans Dictionnaire universel des contemporains : contenant toutes les personnes notables de la France et des pays étrangers, Paris, Librairie Hachette, 1895, 108 p. (lire en ligne), p. 31-32

- « Victor Dejeante », dans le Dictionnaire des parlementaires français (1889-1940), sous la direction de Jean Jolly, PUF, 1960 [détail de l’édition]